# Magdalene Sophie Buchholm
Magdalene Sophie Buchholm, född 15 mars 1758 i Skien, död 12 augusti 1825 i Kragerø, var en norsk författare (poet). Hon kallades Nordens Sapfo. Hon var den enda erkända norska författaren av sitt kön under sin samtid och den enda kvinnan i Det Norske Selskab. 
Magdalene Sophie Buchholm bosatte sig 1778 i Köpenhamn, där hon invaldes i Det Norske Selskab. År 1783 prisbelönades hon av akademin för ett fiktivt kärleksbrev, inkluderades i akademins publikation och fick namnet Nordens Sapfo. År 1793 utgav hon en diktsamling. 
Magdalene Sophie Buchholm var dotter till borgmästaren Mogens Bentsen (1715–70) och Sophie Hellesdatter (1720–98): hon gifte sig 1777 med prästen Peter Leganger Castberg (1752–1784) och 1785 med köpmannen och tullinspektören Joachim Frederik Buchholm (1762–1834) in 1785. Hon växte upp i Kongsvinger men flyttade 1778 till Köpenhamn. Hennes make var från 1781 kyrkoherde i Flekkefjord, och hennes andre make blev 1798 tullinspektör i Stavanger, men hon fortsatte att dela sin tid mellan Köpenhamn och Norge. 